# Iulian Filipescu
Iulian Sebastian Filipescu, född 29 mars 1974 i Slatina, Rumänien, är en före detta fotbollsspelare. Iulian Filipescu spelade bland annat för turkiska Galatasaray SK, spanska Real Betis och MSV Duisburg i Bundesliga. Han spelade även 52 landskamper för det rumänska landslaget. Debuten i landslaget skedde 1996. I mästerskapssammanhang representerade Filipescu sitt land i EM 1996 i England, EM 2000 i Belgien & Nederländerna samt VM 1998 i Frankrike.